# Djebel Chambi

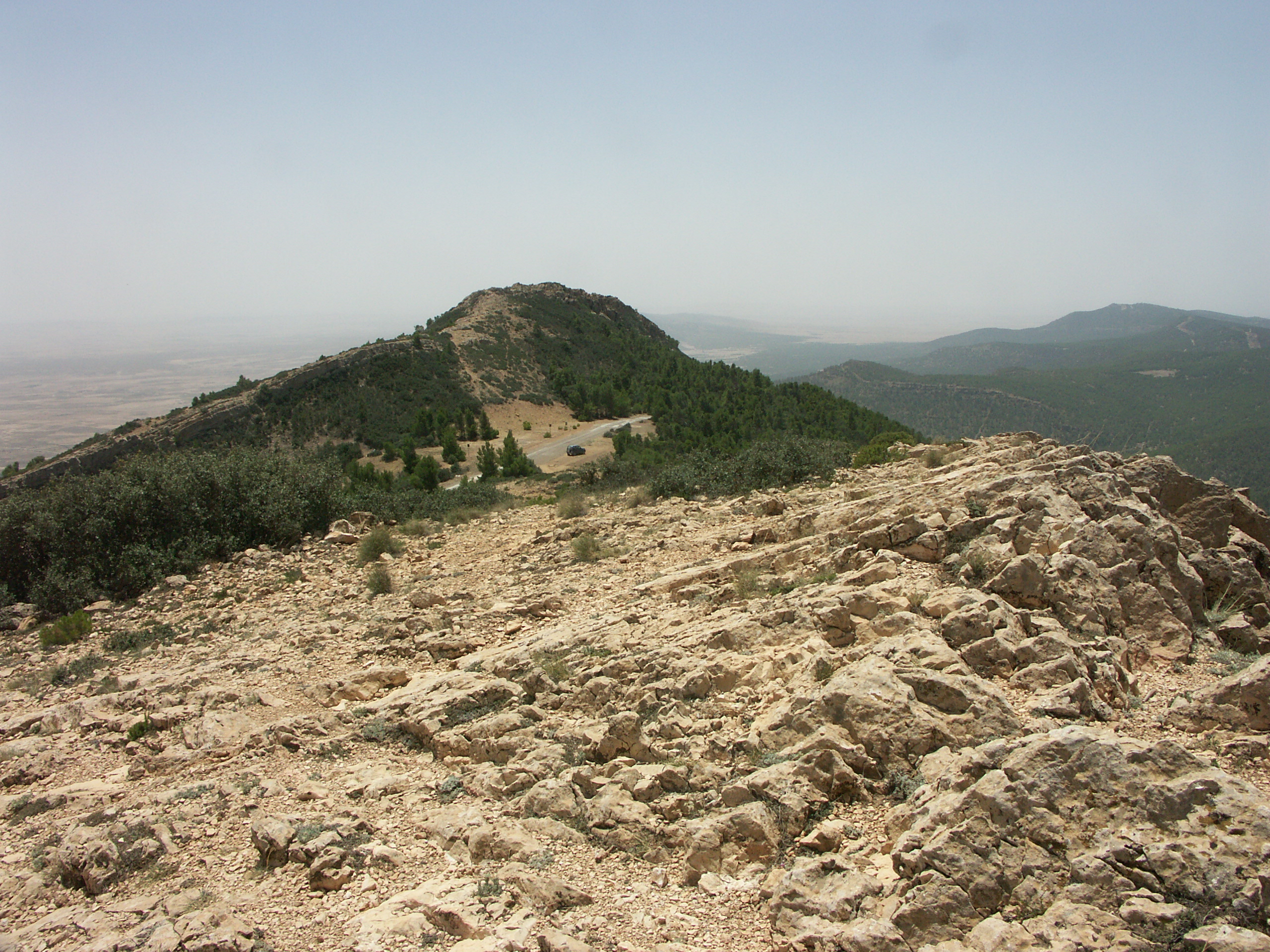
Blick über die Gipfel des Djebel Chambi

Der Djebel Chambi (arabisch جبل الشعانبي Dschebel asch-Schaʿānabī), auch bekannt als Djebel ech Chambi oder Jabal ash Shaʿnabi, ist ein Bergmassiv, das mit 1544 Metern im höchsten Punkt Tunesiens gipfelt. Das hauptsächlich aus Kalkstein bestehende Bergmassiv stellt einen Teil des tunesischen Rückens dar; es ist von der Erosion stark ausgewaschen und zerfurcht. Ausgiebige Niederschläge fallen nur in den Wintermonaten November bis Februar; Schneefälle sind selten und schmelzen schnell.

## Lage
Das Massiv befindet sich etwa 17 Kilometer (Luftlinie) bzw. 28 Kilometer (Fahrtstrecke) in nordwestlicher Richtung von der Stadt Kasserine entfernt im westlichen Zentraltunesien nahe der Grenze zu Algerien.

## Besteigung
Eine asphaltierte Straße führt bis auf eine Höhe von etwa 1300 Metern; danach führt der Weg rund zwei Stunden zu Fuß weiter über Steingeröll. Einer der Gipfel ist durch einen roten Halbmond markiert; auf dem anderen befindet sich eine Funkstation. Da das Gebiet des Djebel Chambi als Rückzugsgebiet von Terroristen angesehen wird, ist der Erhalt einer Genehmigung des zuständigen Forstamtes in Kasserine für eine Besteigung schwierig geworden.
Seit Dezember 2021 ist der Djebel Chambi militärisches Sperrgebiet und kann nicht bestiegen werden. 

## Flora und Fauna
Dominierender Baum ist die Aleppo-Kiefer, aber auch Steineichen, Felsenbirnen und kleinere Wacholder-Büsche kommen vor; in tieferen Regionen (bis etwa 900 Meter) gibt es auch Flächen mit Halfagras, welches geschnitten und in Kasserine zu Cellulose und Papier weiterverarbeitet wird. 
An Tieren leben hier beispielsweise die seltenen Cuviergazellen, Mähnenspringer, Ginsterkatzen, Hyänen, Adler, Geier und Wanderfalken, aber auch Wildschweine, Füchse und Schakale.
Seit 1970 besteht hier der Parc national de Chambi, um die Natur des Massivs zu schützen. Seit 1977 ist das Gebiet als UNESCO-Biosphärenreservat ausgewiesen.